# Nicolás Figal
Jorge Nicolás Figal (América, Buenos Aires, 3 de abril de 1994) é um futebolista profissional argentino que atua como defensor.

## Carreira

### Independiente e Olimpo
Figal se profissionalizou no Independiente, em 2014. Em 2016, foi emprestado ao Olimpo de Bahía Blanca, para ter mais presenças.

### Regresso ao Independiente
Figal voltou em 2017, e integrou o Independiente na campanha vitoriosa da Copa Sulamericana de 2017.

## Títulos
Independiente
- Copa Sul-Americana: 2017
- Copa Suruga Bank: 2018

Boca Juniors
- Copa da Liga Profissional: 2022
- Supercopa Argentina: 2022